# Kanada i olympiska vinterspelen 1960
Kanada deltog med 44 deltagare vid de olympiska vinterspelen 1960 i Squaw Valley. Totalt vann de två guldmedaljer, en silvermedalj och en bronsmedalj.

## Medaljer

### Guld
- Anne Heggtveit - Alpin skidåkning, slalom.
- Barbara Wagner och Robert Paul - Konståkning.

### Silver
- Bob Attersley, Maurice Benoit, James Connelly, Jack Douglas, Fred Etcher, Robert Forhan, Don Head, Harold Hurley, Ken Laufman, Floyd Martin, Robert McKnight, Cliff Pennington, Donald Rope, Bobby Rousseau, George Samolenko, Harry Sinden och Darryl Sly - Ishockey.

### Brons
- Donald Jackson - Konståkning.